# Ян I (граф Голландии)
Ян (Иоганн) I (нем. Johann I., нидерл. Jan I van Holland) (1284 — 10 ноября 1299) — граф Голландии с 1296 года, сын и наследник Флориса V. Последний представитель династии Герульфингов.

## Биография
Вскоре после рождения, в апреле 1285 года, Иоганн был обручен с Елизаветой, дочерью английского короля Эдуарда I, и его отвезли в Англию, где он воспитывался при дворе будущего тестя.
В 1296 году, после убийства отца, Иоганн с помощью короля Эдуарда занял графский трон Голландии, где правил совместно с советом, в который вошли поддержавшие его сеньоры — Иоганн III фон Ренессе и Вольфгарт I фон Борсселен. В 1297 году состоялась его свадьба с Елизаветой.
Вольфгарт I фон Борсселен, ставший в 1297 году регентом графства, вступил в конфликт с городом Дордрехт и 30 августа 1299 года был убит горожанами. После этого опекуном Иоганна I стал его двоюродный дядя граф Геннегау Жан (Иоганн) II д’Авен.
В том же году, 10 ноября, в возрасте 15 лет Иоганн I умер, по официальной версии — от дизентерии. Детей он не оставил, и с его смертью пресеклась династия голландских Герульфингов.
Голландию наследовал регент — Жан II д’Авен, при нём началась личная уния двух графств, продолжавшаяся до перехода Нидерландов к Габсбургам.